# Оверасселт
Оверасселт (нід. Overasselt) — село в нідерландській провінції Гелдерланд. Входить до муніципалітету Гемен.
Перші згадки про населений пункт датуються 13-им сторіччям. До 1980 року мало статус окремого муніципалітету.

## Галерея

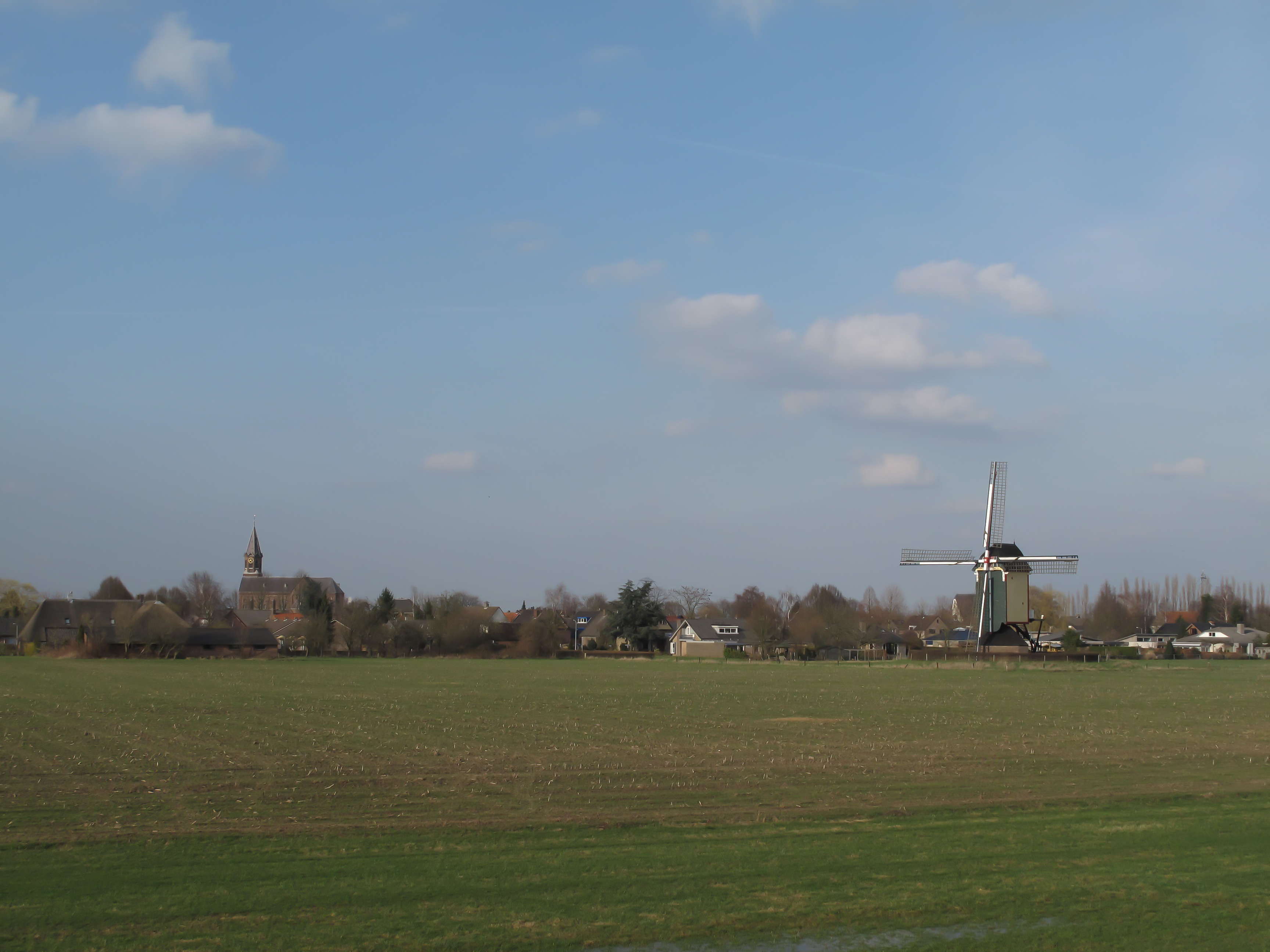
Панорама села
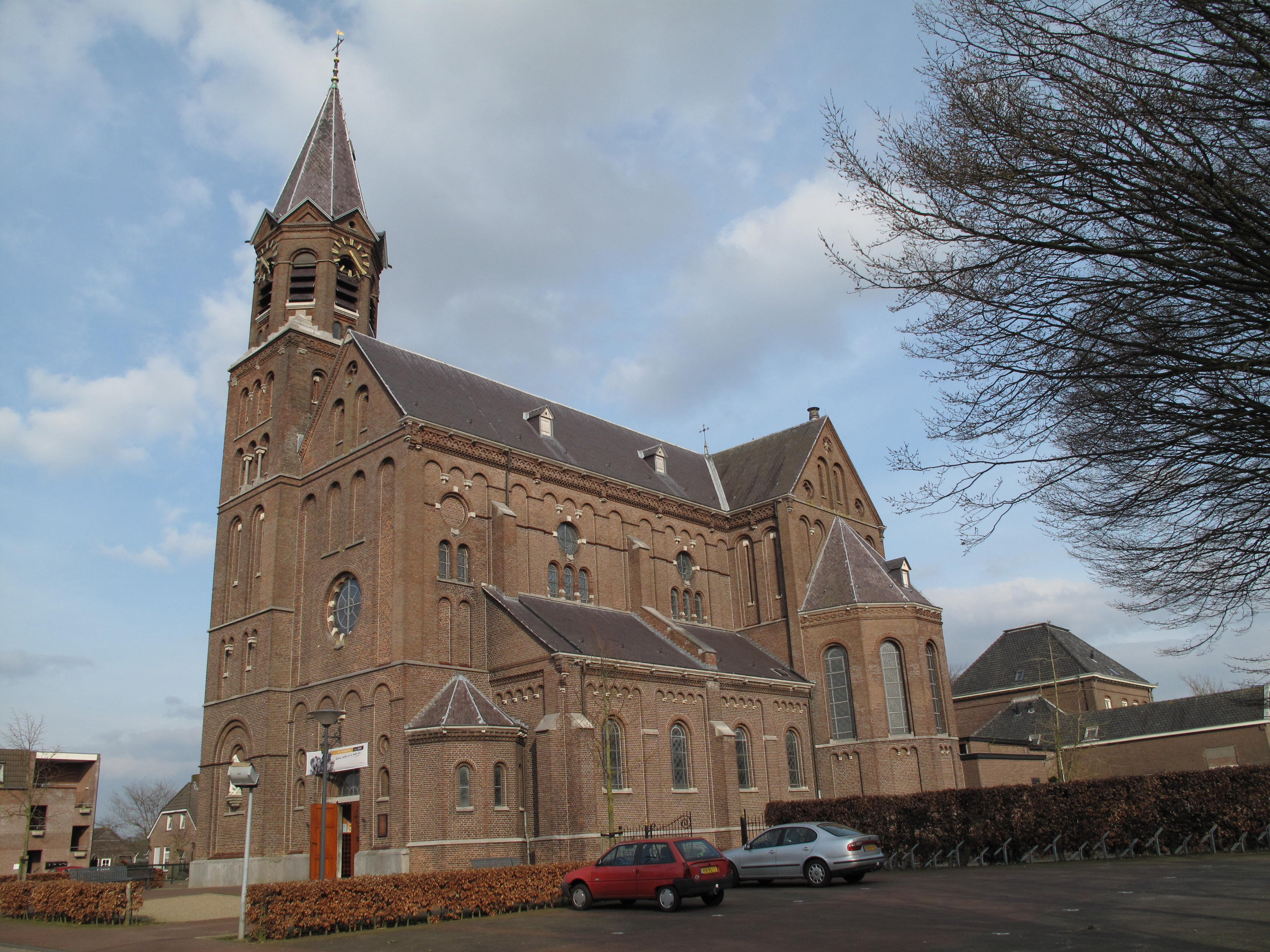
Церква св. Антоніуса
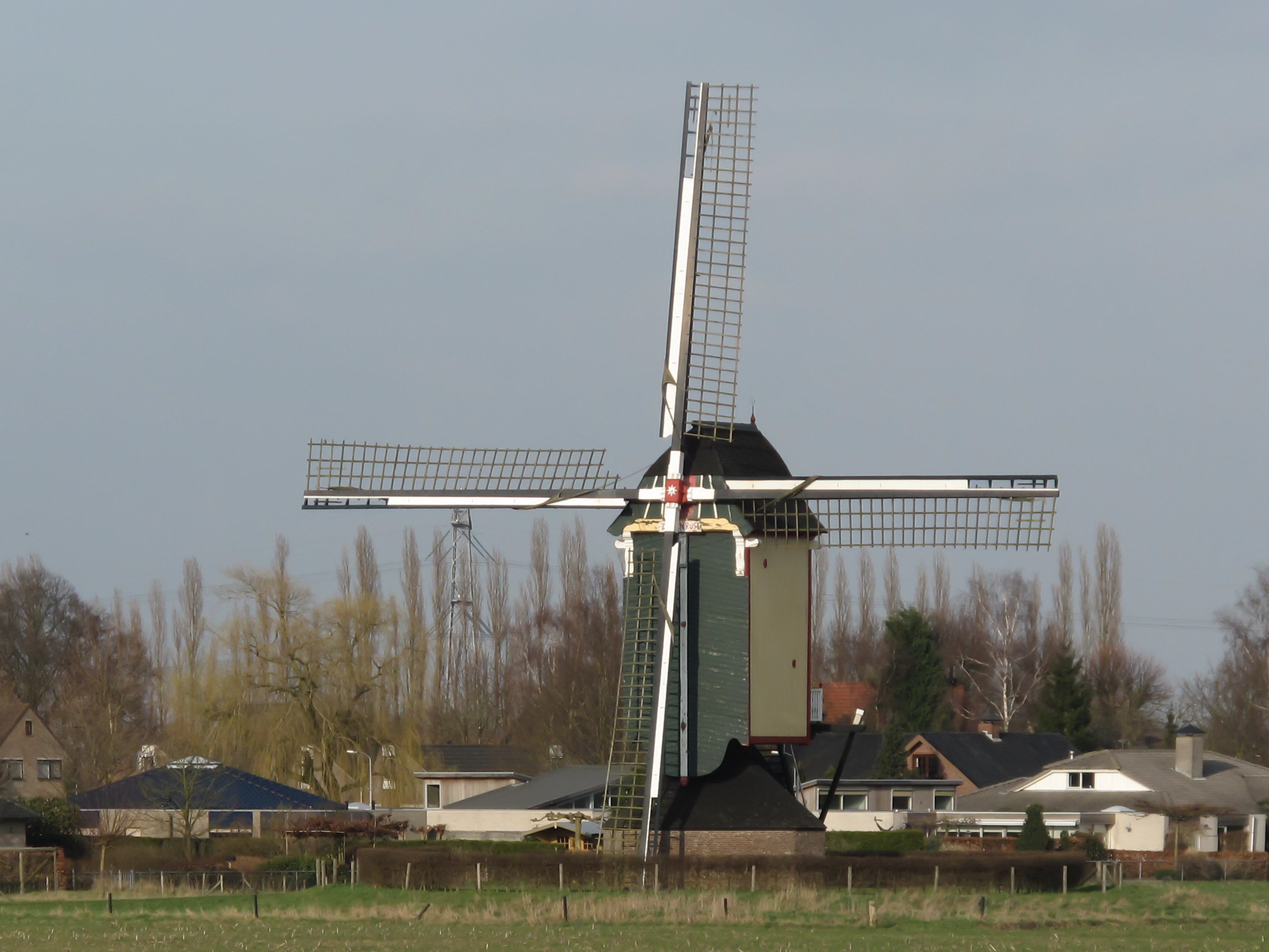
Вітряк
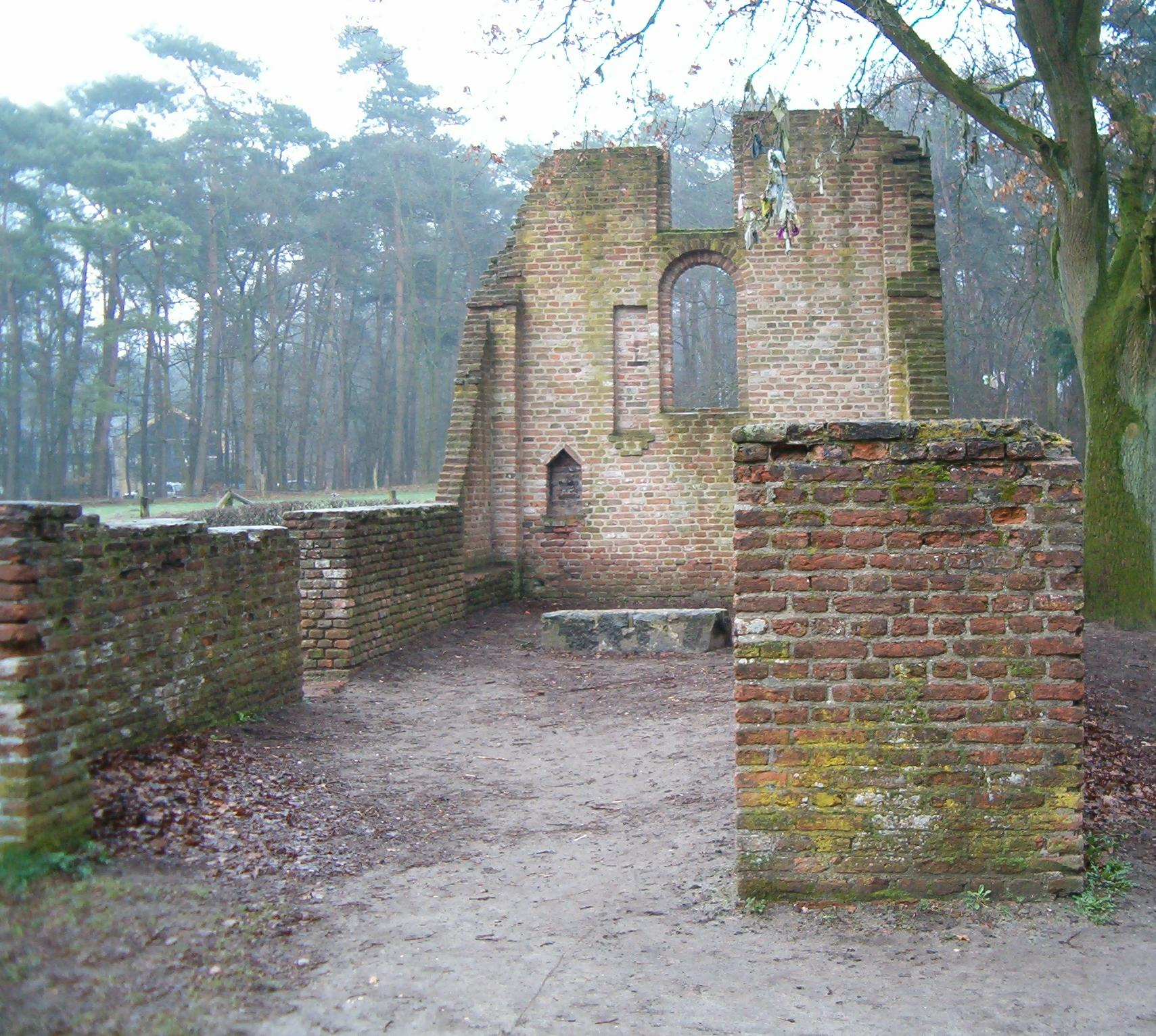
Руїни церкви св. Валріка